# Charalambos Sfaellos
Charalambos Sfaellos (griechisch Χαράλαμπος Σφαέλλος, * 1914 in Alexandria; † November 2004 in Athen) war ein griechischer Architekt.

## Leben
Charalambos Sfaellos wuchs in der griechischen Gemeinde Alexandrias auf. Am Averoff-Gymnasium schloss er seine Schulausbildung 1931 mit Auszeichnung ab. Im selben Jahr begann er an der Nationalen Technischen Universität Athen ein Architekturstudium. Nach seinem Diplom 1935 blieb er zunächst in Griechenland. Unterstützt durch ein Stipendium der französischen Regierung konnte er 1945 ein Studium der Kunstgeschichte und Ästhetik am Institut für Kunst und Stadtplanung der Sorbonne in Paris aufnehmen. 1948 schloss er sein Studium ab und promovierte im folgenden Jahr an der Universität von Paris.
Nach seiner Rückkehr nach Griechenland wurde er 1950 Leiter des technischen Dienstes der neu gegründeten Griechischen Zentrale für Fremdenverkehr (EOT, Ελληνικού Οργανισμού Τουρισμού). Unter seiner Führung begann das Xenia-Programm, ein Meilenstein moderner griechischer Nachkriegsarchitektur. 1967 wurde er an die Universität von Paris berufen (bis 1988). Zeitgleich übernahm er eine Beratertätigkeit bei den Vereinten Nationen zur Entwicklung des Fremdenverkehrs in West-Afrika. Im Jahr 1973 folgte seine endgültige Rückkehr nach Griechenland. Seine Projektstudien beim Ministerium für Wohnungsbau und öffentliche Arbeiten umfassen besonders die touristische Entwicklung der Ostägäischen Inseln.
Im Jahr 2000 vermachte Charalambos Sfaellos sein gesamtes Architektur- und Fotoarchiv dem Benaki-Museum in Athen. Vom 28. Mai 2002 bis 23. Juni 2002 widmete ihm das Museum eine Retrospektive.

## Bauten (Auswahl)
- Xenia Hotel in Kastoria, 1952–53 (in Zusammenarbeit mit Marika Zagorisiou)
- Xenia Hotel in Argostoli auf Kefalonia, 1955 (in Zusammenarbeit mit Marika Zagorisiou und Spanos Kostas)
- Xenia Hotel in Limenas Thasou auf Thasos, 1955
- Xenia Hotel bei Kanoni auf Korfu von 1955 bis 1958 und 1963 bis 1964
- Xenia Hotel in Tsangarada, 1955 und 1964–65
- Xenia Hotel in Ypati, 1956
- Hotel Miramare in Rhodos, 1958–69
- Entwurf der Inneneinrichtung der American Express Bank am Syntagma-Platz in Athen, 1960
- Hotel Miramare bei Moraitika auf Korfu, 1962
- Technische Schule in Agrinio, 1967
- Zweigstelle der National Bank of Greece in Nea Ionia, 1967